# Mongala
Mongala é uma das novas províncias da República Democrática do Congo, criadas pela constituição de 2006.  No entanto, até outubro de 2010, a mudança ainda não havia sido implementada, e  Mongala permanecia como um distrito da grande província de Équateur.
Mongala tem 1.793.564 habitantes. Uma vez cumprida a Constituição de 2006, a capital provincial será a cidade de Lisala.